# Viechtwang
Viechtwang ist ein Ort im Traunviertel in Oberösterreich wie auch  Ortschaft und Katastralgemeinde der Marktgemeinde  Scharnstein im Bezirk Gmunden.

## Geographie
Das Dorf liegt etwa 35 Kilometer südlich von Wels, im Almtal auf 510 m ü. A. Es befindet sich direkt talauswärts von Scharnstein, an der Mündung des Trambachs in die Alm.
Die Ortschaft umfasst knapp 400 Gebäude mit etwa 1300 Einwohnern, davon etwa 1⁄3 direkt im Ort.
Zum Ortschaftsgebiet gehören auch die Rotte Stoiberau mit der Einzellage Hofbauer Almabwärts, taleinwärts die Siedlungen Haid (mit etwa 500 Einwohnern, nicht zu verwechseln mit Haid südlich Scharnstein), Beim Bach, sowie Hölzl am anderen Almufer.
Zur Katastralgemeinde gehört auch die Ortschaft Scharnstein selbst, mitsamt dem ganzen Tießenbachtal.
Der Ort hat eine Haltestelle der Almtalbahn, die B 120 Scharnsteiner Straße führt aber am anderen Almufer entlang.
Nachbarorte, -ortschaften und -katastralgemeinden
| Dorf (O u. KG)                | Im Fleck                                    | Mitterndorf (O u. KG, Gem. Pettenbach, Bez. Kirchdorf a.d.K.) Stoiberau |
| Laßelbauer                    | Kompassrose, die auf Nachbargemeinden zeigt | Steinfelden (O, Gem. Pettenbach, Bez. Kirchdorf a.d.K.)                 |
| Haid 1=Mühldorf [I] (O u. KG) | Scharnstein Grünau (KG, Gem. Grünau i. A.)  | Hölzl Oberdürndorf (KG, Gem. Steinbach a. Z., Bez. Kirchdorf a.d.K.)    |

## Geschichte
Viechtwang ist eine eigene Pfarre und ihre barocke Pfarrkirche wurde von 1691 bis 1723 erbaut. Von 1848 bis 1976 hieß die Gemeinde Scharnstein Viechtwang, nach dem Pfarrort. Dann war Scharnstein, ursprünglich der Sitz des Pflegschaftsgerichts (Schloss Scharnstein), soweit dominierend geworden, dass es Gemeindehauptort wurde. Zum heutigen Pfarrgebiet Viechtwang gehören auch das Altenheim Viechtwang und die Wallfahrtskapelle am Lasslberg.

## Persönlichkeiten
- Gertrude Drack, genannt Rabengerti, Zoologin und Autorin, die Ziehmutter des zahmen Kolkraben Kraxi[1]

## Bilder

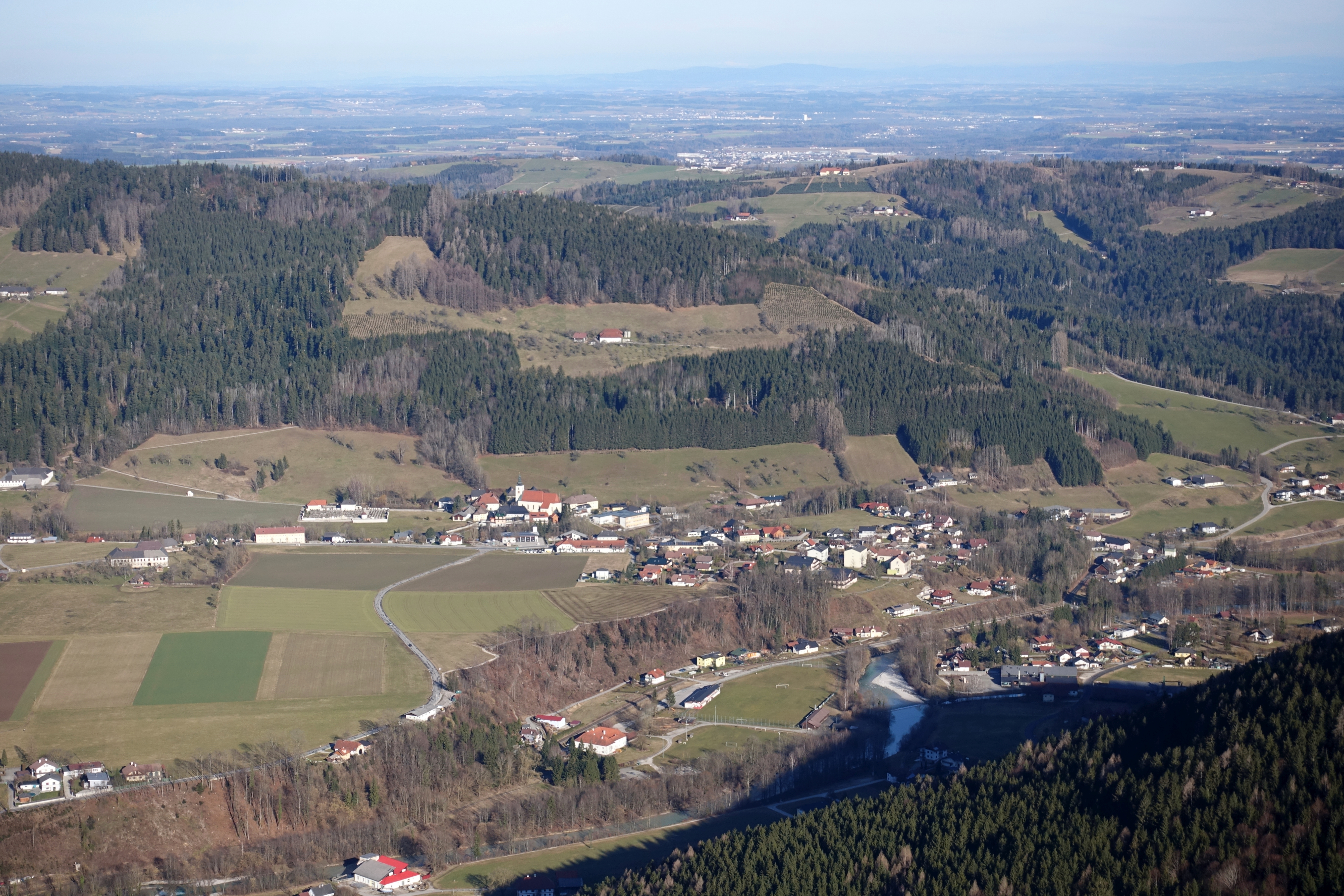
Blick vom Maisenkögerl auf den Ort
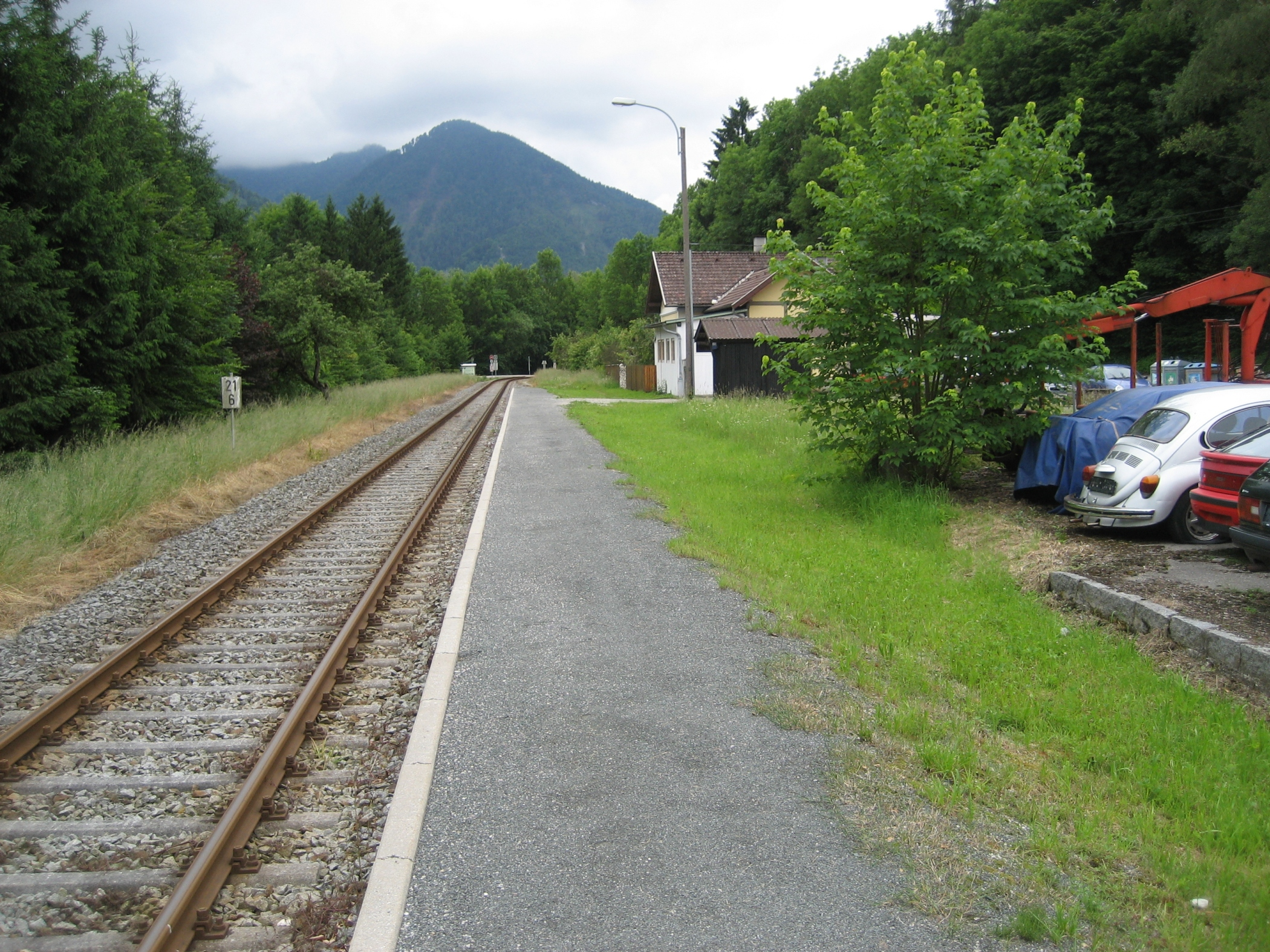
Bahnhof Viechtwang
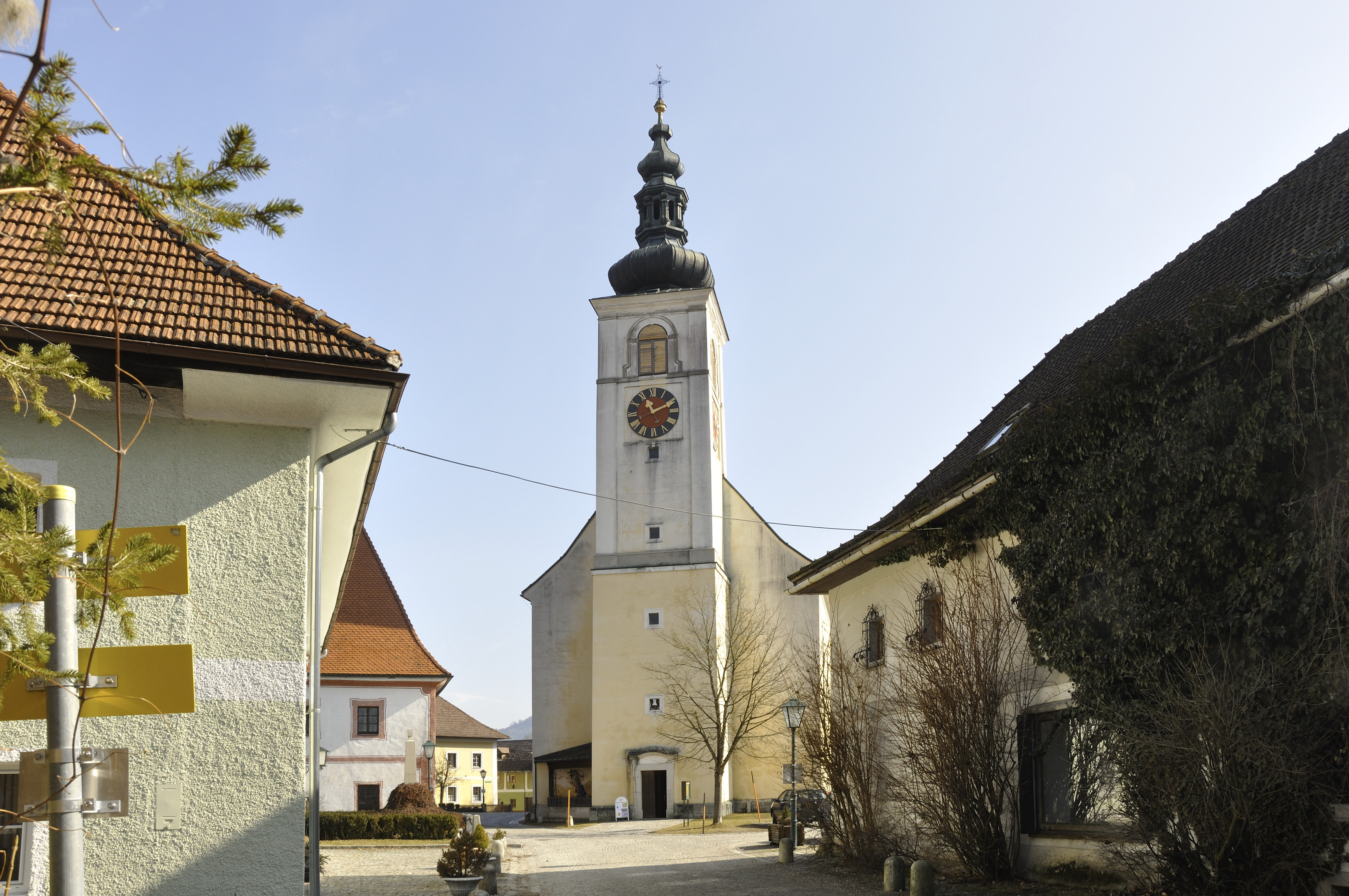
Pfarrkirche Viechtwang
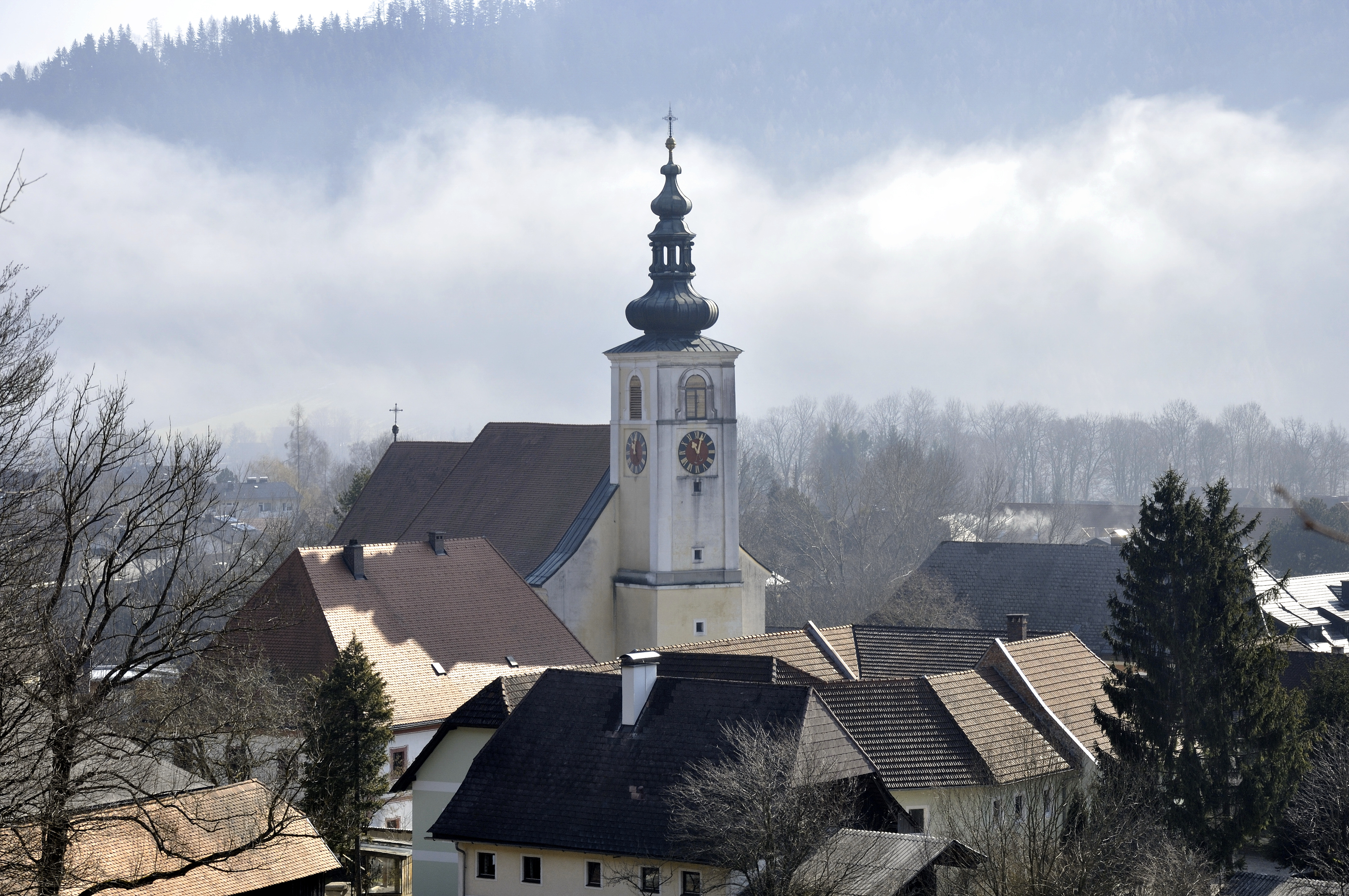
Blick von der Gsanglinde auf den Ort
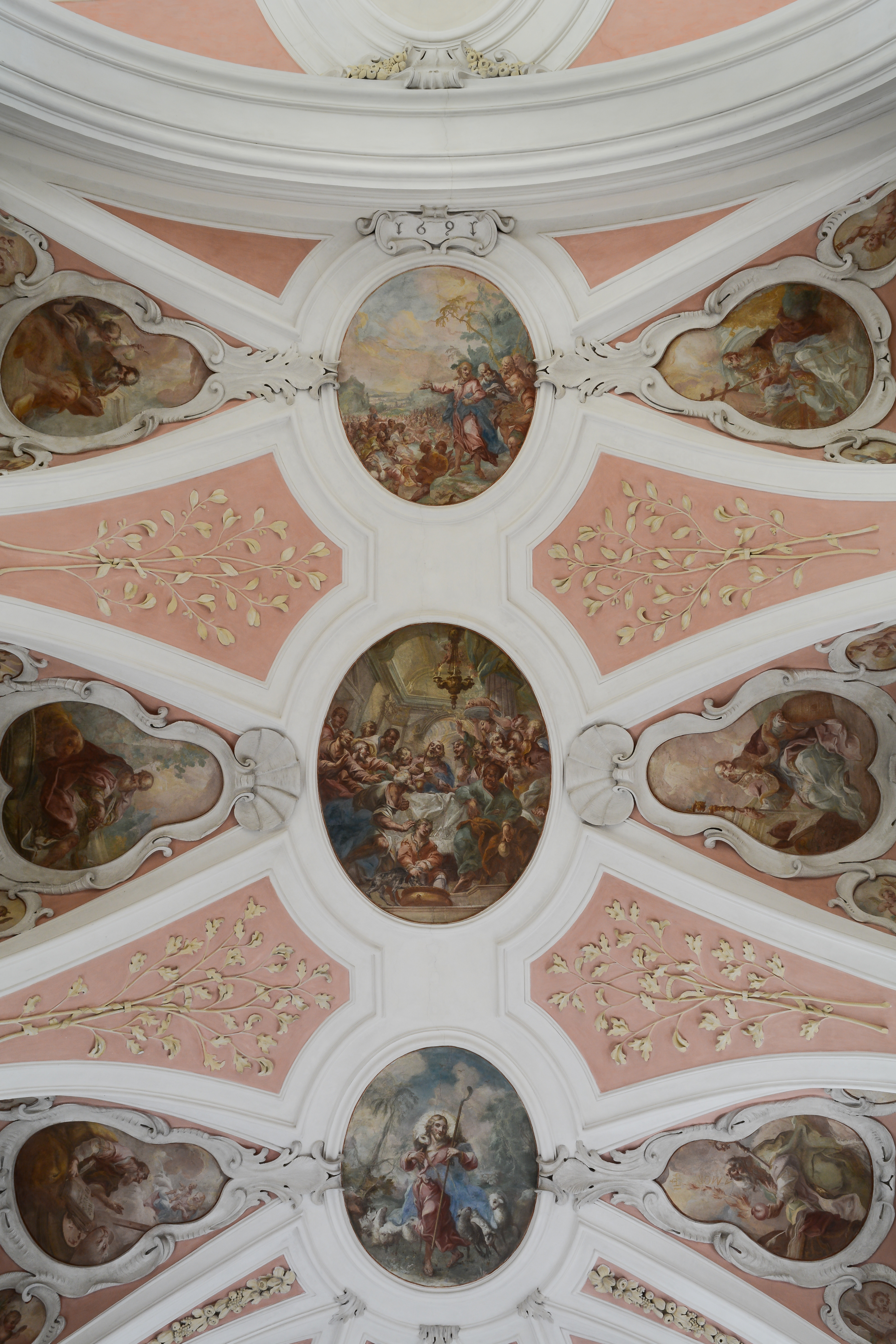
Die Fresken von W.A. Heindl
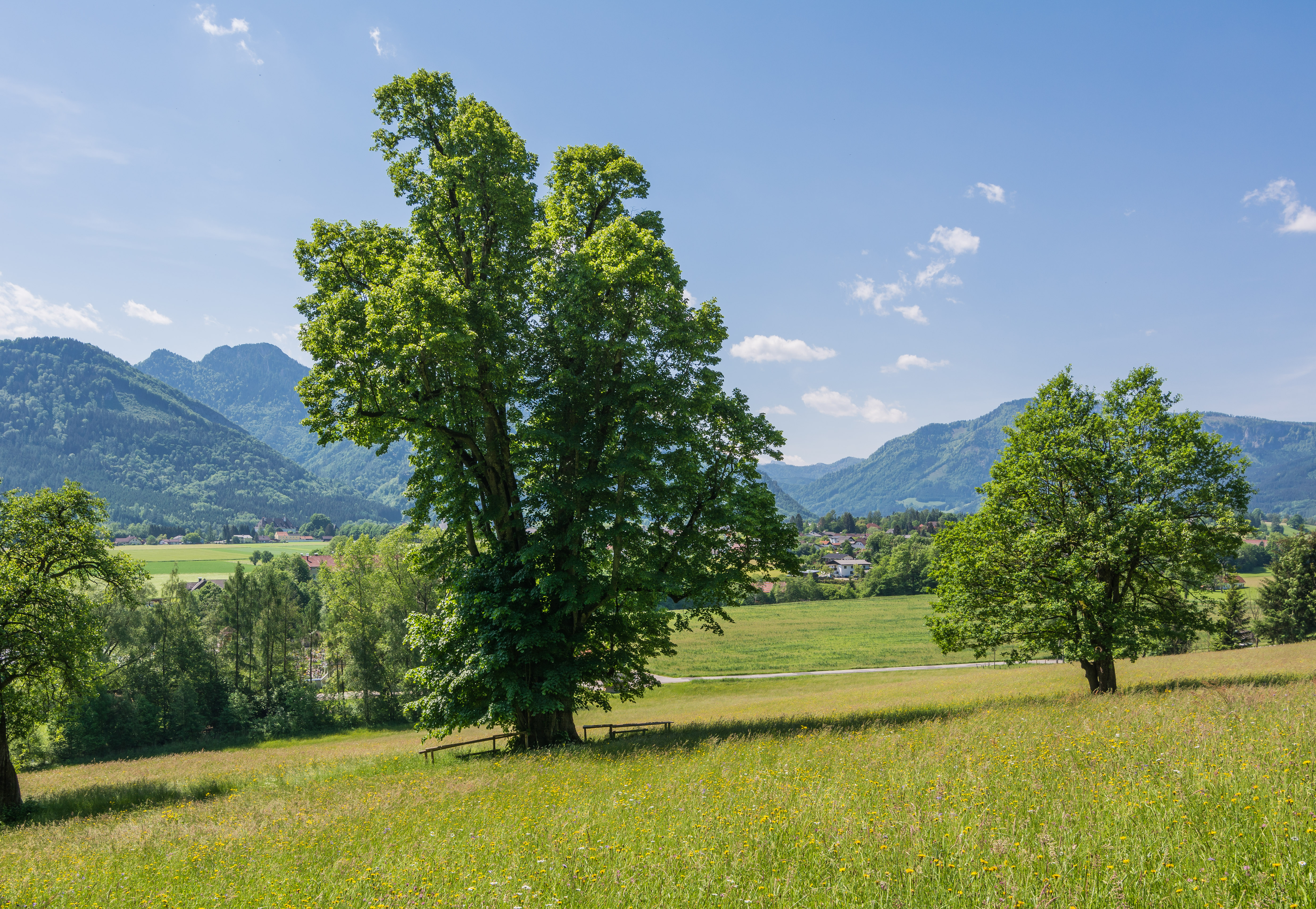
Gsanglinde
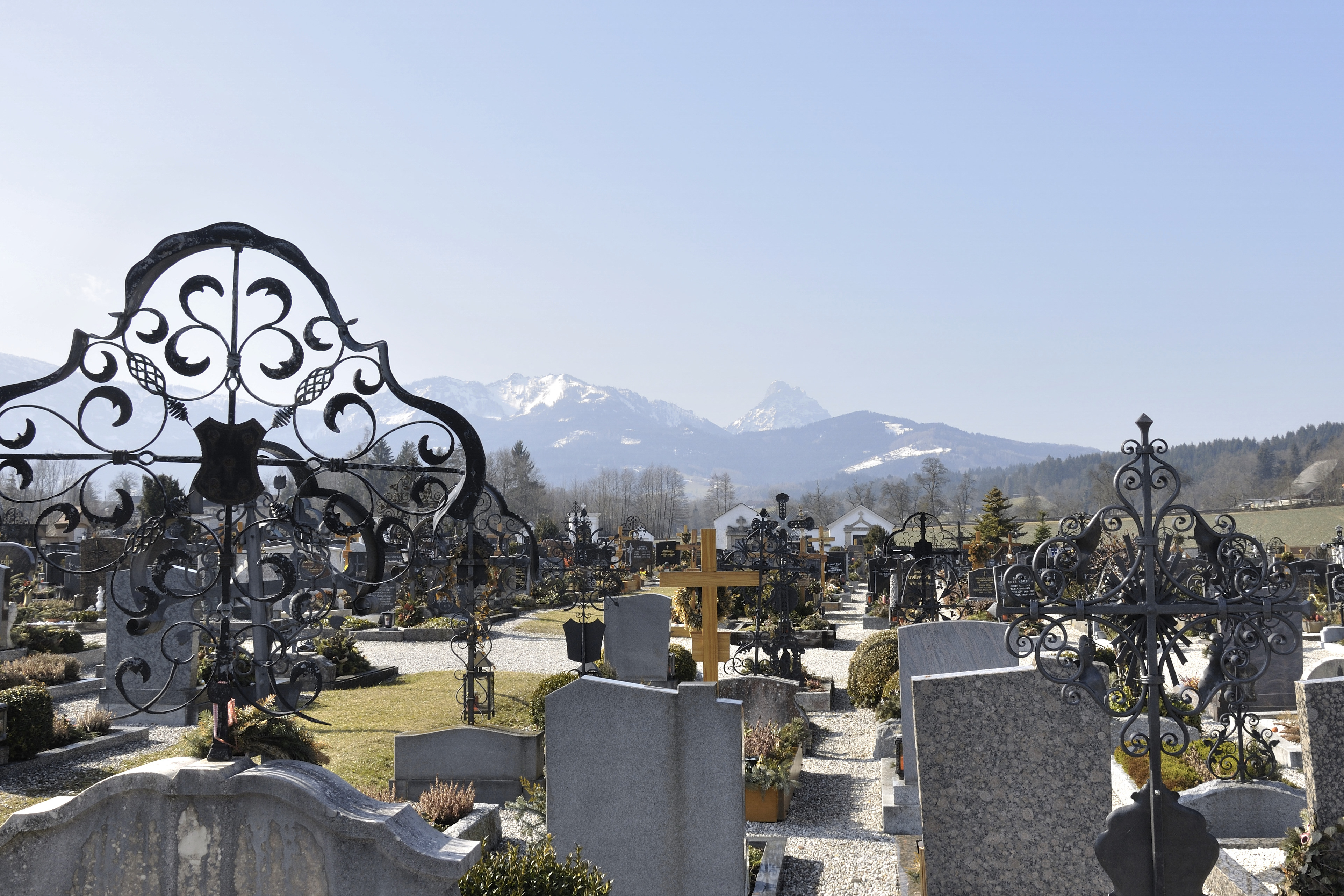
Vom Friedhof Richtung Traunstein

## Nachweise
- 40719 – Scharnstein. Gemeindedaten der Statistik Austria
- Eintrag zu Viechtwang im Austria-Forum (im AEIOU-Österreich-Lexikon)
- Geschichte von Viechtwang, Pfarre Viechtwang

1. ↑  
rabekraxi.at;
Der Kolkrabe – ein Singvogel. Corvus corax, respect-to-wildlife.at, insb. Abschnitt Verlobungszeit
Rabe Kraxi, in Planet Wissen: Rabe, Elster, und Co. - Gefiederte Schlaumeier, Sendung vom 16. Januar 2009 (Sendungsdatenbank, planet-wissen.de, Tipps aus der Sendung).